# Magdalena Sibila de Prusia
Magdalena Sibila de Prusia (Königsberg, 31 de diciembre de 1586-Dresde, 12 de febrero de 1659) fue una noble alemana integrante de la Casa de Hohenzollern y, a través de su matrimonio, princesa electora de Sajonia.

## Biografía
Magdalena Sibila de Prusia nació 31 de diciembre de 1586 en la ciudad de Königsberg, en aquel entonces parte del Ducado de Prusia, (actualmente dentro del territorio ruso). Fue la séptima y última hija del duque Alberto Federico de Prusia y su esposa, María Leonor de Cleves.
Por parte materna, Magdalena Sibila era nieta del duque Guillermo de Jülich-Cléveris-Berg y de su esposa María de Habsburgo-Jagellón, lo que la hacía pariente de los duques de Cleves y bisnieta del emperador del Sacro Imperio Romano Germánico Fernando I de Habsburgo y su esposa Ana Jagellón.
Magdalena Sibila se crio junto a sus hermanas en el palacio de Königsberg, en un ambiente profundamente influenciado por la Reforma protestante, especialmente por el luteranismo.
En el año 1607, Magdalena Sibila contrajo matrimonio con Juan Jorge I de Sajonia, un príncipe de la influyente Casa de Wettin, quien se había quedado viudo de su primera esposa, Sibila Isabel de Württemberg. Como no tuvo hijos de ese primer matrimonio, buscaba casarse nuevamente.
La ceremonia tuvo lugar el 19 de julio de 1607 en la ciudad de Torgau, dentro del Electorado de Sajonia. En el momento del enlace, Magdalena Sibila tenía 20 años, y su esposo 22. Esta unión fortalecía los lazos entre dos casas aristocráticas importantes.
No obstante, todo indica que su relación conyugal no fue feliz, ya que su marido prefería emplear su tiempo en otras actividades, como la caza, y era conocido por su afición al alcohol.
A pesar de la frialdad en la relación, la pareja tuvo hasta 10 hijos, los cuales se relacionarían con grandes noblezas e inclusive con la realeza europea.
Magdalena Sibila llevó una existencia tranquila, volcada en la crianza de sus hijos y en sus intereses personales, como el arte, la música, la poesía y la jardinería. Incluso llegó a poseer su propia finca, donde cultivaba y se dedicaba a la cría de animales.
Se decía que Magdalena Sibila era una mujer muy instruida, que incluso superaba intelectualmente a su esposo, quien tenía fama de ser un mal gobernante.
Un ejemplo de sus desacuerdos fue el hecho de que Juan Jorge I de Sajonia apoyó al emperador Fernando II de Habsburgo durante la Guerra de los Treinta Años, lo que contrariaba profundamente a Magdalena, una convencida protestante.
Ella siempre tuvo un profundo respeto por el rey Gustavo II Adolfo de Suecia, lo que hizo que le doliera ver cómo su esposo se alineaba con el bando contrario, liderado por un emperador católico.
Durante ese conflicto, Magdalena intercedió a favor de prisioneros suecos que habían sido capturados y forzados a trabajar en la construcción de la fortaleza de Dresde.
Magdalena Sibila también fue una admiradora de la política sueca y mantuvo una relación cercana con su sobrina María Leonor de Brandeburgo, viuda del rey Gustavo II Adolfo de Suecia y madre de la reina Cristina de Suecia.
Además, fue una ferviente promotora del arte y la literatura dentro de la corte sajona, impulsando la cultura en tiempos difíciles.
Cuando su esposo enfermó gravemente, Magdalena Sibila lo cuidó con esmero, hasta su fallecimiento en el año 1656.

Tras convertirse en electora viuda, decidió apartarse de la vida cortesana, cediendo el protagonismo a las nuevas generaciones de gobernantes.
Pasó sus últimos años retirada en una residencia señorial en Dresde, donde vivió en paz hasta su muerte, ocurrida el 12 de febrero de 1659, a la edad de 72 años y fue enterrada en la Catedral de Freiberg, en Alemania.

## Descendencia
Ella dio a luz a 10 niños:
- un niño muerto (1608).
- Sofía Leonor (1609-1671), casada con el landgrave Jorge II de Hesse-Darmstadt.
- María Isabel (1610-1684), casada con el duque Federico III, duque de Schleswig-Holstein-Gottorp.
- Cristián (1612).
- Juan Jorge II (1613-1680), elector de Sajonia.
- Augusto (1614-1680), duque de Sajonia-Weissenfels y fundador de la Casa de Sajonia-Weissenfels, extinta en 1746.
- Cristián I (1615-1691), duque de Sajonia-Merseburgo en 1657 y fundador de la Casa de Sajonia-Merseburgo, extinta en 1738.
- Magdalena Sibila (1617-1668), casada en primeras nupcias con el príncipe Cristián de Oldemburgo, heredero de Dinamarca y Noruega, y, en segundas nupcias, con el duque Federico Guillermo II de Sajonia-Altemburgo.
- Mauricio (1619-1681), duque de Sajonia-Zeitz en 1657 y fundador de la Casa de Sajonia-Zeitz. Se casó por vez primera con la princesa Sofía Eduviges, hija del duque Felipe de Schleswig-Holstein-Sonderburg-Glücksburg; después se casó por segunda vez con la princesa Dorotea María de Sajonia-Weimar, hija del duque Guillermo de Sajonia-Weimar; por último se casó por tercera vez con la princesa Sofía Isabel de Schleswig-Holstein-Sonderburg-Wiesenburg, hija del duque Felipe.
- Enrique (1622).